# Cabildo, Chile
Cabildo este un oraș și comună din provincia Petorca, regiunea Valparaíso, Chile, cu o populație de 19.315 locuitori (2012) și o suprafață de 1455,3 km2.